# Organisation nationale des Malais unis
L'Organisation nationale des Malais unis (également appelé Organisation nationale unifiée malaise,) (en malais : Pertubuhan Kebangsaan Melayu Bersatu, et en anglais : United Malays National Organisation) est un parti politique malaisien fondé le 11 mai 1946. Il est la principale composante du Barisan Nasional et demeure au pouvoir sans discontinuer de l'indépendance du pays en 1957 jusqu'à la défaite électorale de 2018. Indépendamment des coalitions, il demeure le premier parti du pays en nombre de voix depuis sa première participation, en 1955.   

## Histoire
En 1946, peu après leur retour dans la péninsule Malaise, les Britanniques organisent leur colonie sous le nom d'Union malaise, mais le fonctionnement de celle-ci rencontre une forte opposition qui se manifeste notamment par la création le 11 mai 1946 de l'UMNO. Dirigée alors par Onn Jaafar, celle-ci n'a pas d'autre choix que de soutenir le pouvoir colonial afin de vaincre l'insurrection communiste.
En 1951, Tunku Abdul Rahman prend les rênes du parti et en 1954, une alliance est conclue avec l'Alliance chinoise de Malaisie. L'année suivante, lors des élections au Conseil législatif l'alliance remporte la quasi-totalité des sièges, ce qui permet à Tunku Abdul Rahman d'accéder au poste de ministre en chef de la fédération de Malaisie. Il négocie avec les Britanniques l'indépendance de son pays qui est proclamée le 31 août 1957 et dont il sera le Premier ministre jusqu'en 1970. Le président du parti le plus ancien de l'UMNO était Mahathir Mohamad, qui a été Premier ministre de 1981 à 2003.
L'UMNO est battu aux élections de 2018 dans un contexte d'affaires de corruption récurrente, dont notamment le détournement des avoirs du fonds de placement 1Malaysia Development Berhad. Plusieurs personnalités du parti, en particulier l’ancien Premier ministre Najib Razak, sont directement mis en cause dans cette affaire.
Le roi Abdullah Shah décide en août 2021 de nommer Ismail Sabri Yaakob, membre de l'UMNO, à la tête du gouvernement. Cette nomination marque le retour de l'UMNO à la tête du gouvernement après une interruption depuis 2018.

## Controverses

### Scandale de 1Malaysia Development Berhad
Les reportages des médias du 28 juin 2018 ont montré que la MACC avait gelé des comptes bancaires liés à l'UMNO, prétendument dans le cadre de l'enquête sur le scandale 1MDB.

## Résultats électoraux

### Élections législatives
| Année     | Leader                | Voix      | %       | Rang | Sièges    | Gouvernement                                                            | Coalition                |
| --------- | --------------------- | --------- | ------- | ---- | --------- | ----------------------------------------------------------------------- | ------------------------ |
| 1955 (en) | Tunku Abdul Rahman    | 589 933   | 58,90 % | 1er  | 34 / 52   | Rahman I                                                                | Parti de l'alliance (en) |
| 1959 (en) | Tunku Abdul Rahman    | 553 160   | 35,75 % | 1er  | 52 / 104  | Rahman II                                                               | Parti de l'alliance (en) |
| 1964 (en) | Tunku Abdul Rahman    | 458 854   | 38,10 % | 1er  | 59 / 104  | Rahman III                                                              | Parti de l'alliance (en) |
| 1969 (en) | Tunku Abdul Rahman    |           |         | 1er  | 52 / 144  | Rahman IV (1969-1970), Razak I (1970-1974)                              | Parti de l'alliance (en) |
| 1974 (en) | Abdul Razak           |           |         | 1er  | 62 / 144  | Razak II (1974-1976), Hussein I (1976-1978)                             | Barisan Nasional         |
| 1978      | Hussein Onn           |           |         | 1er  | 70 / 154  | Hussein II (1978-1981), Mahathir I (1981-1982)                          | Barisan Nasional         |
| 1982      | Mahathir Mohamad      |           |         | 1er  | 70 / 154  | Mahathir II                                                             | Barisan Nasional         |
| 1986      | Mahathir Mohamad      | 1 474 063 | 31,06 % | 1er  | 83 / 177  | Mahathir III                                                            | Barisan Nasional         |
| 1990      | Mahathir Mohamad      |           |         | 1er  | 71 / 180  | Mahathir IV                                                             | Barisan Nasional         |
| 1995      | Mahathir Mohamad      |           |         | 1er  | 89 / 192  | Mahathir V                                                              | Barisan Nasional         |
| 1999      | Mahathir Mohamad      |           |         | 1er  | 72 / 193  | Mahathir VI (1999-2003), Abdullah I (2003-2004)                         | Barisan Nasional         |
| 2004      | Abdullah Ahmad Badawi | 2 483 249 | 35,9 %  | 1er  | 109 / 219 | Abdullah II                                                             | Barisan Nasional         |
| 2008      | Abdullah Ahmad Badawi | 2 381 725 | 29,33 % | 1er  | 79 / 222  | Abdullah III (2008-2009), Najib I (2009-2013)                           | Barisan Nasional         |
| 2013      | Najib Razak           | 3 252 484 | 29,45 % | 1er  | 88 / 222  | Najib II                                                                | Barisan Nasional         |
| 2018      | Najib Razak           | 2 548 251 | 21,10 % | 1er  | 54 / 222  | Opposition (2018-2020), Muhyiddin (2020-2021), Sabri Yaakob (2021-2022) | Barisan Nasional         |
| 2022      | Ismail Sabri Yaakob   | 2 549 341 | 16,43 % | 1er  | 26 / 222  | Opposition                                                              | Barisan Nasional         |